# Confrérie des mauvais mutants
La Confrérie des mauvais mutants (« Brotherhood of Evil Mutants » en version originale) est une équipe de super-vilains évoluant dans l'univers Marvel de la maison d'édition Marvel Comics. Créée par le scénariste Stan Lee et le dessinateur Jack Kirby, la première Confrérie apparaît pour la première fois dans le comic book Uncanny X-Men #4 en mars 1964.
Les membres de ce groupe, constitué exclusivement de mutants (Homo superior) et originellement dirigé par le super-vilain Magnéto, sont persuadés de la supériorité de la race mutante face aux humains normaux (Homo sapiens) et ont choisi de s'allier pour accomplir leurs objectifs. Ils sont les adversaires principaux de l'équipe de super-héros mutants les X-Men.
Par la suite, le groupe est dirigé par d'autres leaders et son nom évolue en Confrérie des mutants (« Brotherhood of Mutants »).

## Histoire fictive des équipes

### Confrérie de Magnéto
Le premier chef de la Confrérie est le mutant Magnéto, capable de contrôler les champs magnétiques. Du fait de son expérience traumatisante dans les camps de concentration durant la Seconde Guerre mondiale, il a gardé une haine farouche des humains et la volonté de changer le monde au bénéfice des mutants, capables selon lui de moins de destruction. Pour cela, il recrute quelques mutants en marge de la société pour fonder une équipe.
Celle-ci comprend :
- Magnéto, qui contrôle les champs magnétiques
- Vif-Argent, qui peut courir à une vitesse surhumaine
- la Sorcière rouge, qui peut agir sur les probabilités
- le Crapaud, qui peut faire des bonds dans les airs
- le Cerveau, un maître des illusions

Vif-Argent et la Sorcière rouge, des jumeaux, sont les enfants de Magnéto, bien qu'au départ ils l'ignorent tous les trois.
La Confrérie se voit opposée aux X-Men, un groupe de jeunes mutants constitué par le Professeur Xavier, vieille connaissance de Magnéto. Lorsque celui-ci est capturé par un être extraterrestre nommé l'Étranger, la Confrérie est dissoute. Vif-Argent et la Sorcière rouge partent rejoindre l'équipe des Vengeurs alors que les autres membres se dispersent.
Plus tard, de retour sur Terre, Magnéto reconstitue plusieurs fois la Confrérie. Il y intègre de nouveaux membres comme le Colosse, Unus l'intouchable ou Vanisher.

### Confrérie de Mystique
La terroriste mutante Mystique crée ensuite sa propre Confrérie des mauvais mutants.
Celle-ci comprend :
- Mystique, une métamorphe
- Pyro, qui contrôle le feu
- le Colosse, qui possède une force et une masse accrues
- Avalanche, qui contrôle les forces telluriques
- Destinée, qui peut lire l'avenir
- Malicia, qui peut absorber les super-pouvoirs des autres par contact physique

Le coup d'éclat de cette équipe est la tentative d'assassinat du sénateur Robert Kelly (en), leader dans la lutte contre les mutants, dans l'histoire « Futur antérieur » (Days of Future Past). Mais les X-Men protègent le sénateur contre la Confrérie et font échouer la tentative.
La Confrérie — sans Malicia, qui a rejoint les X-Men — devient ensuite le cœur d'un groupe gouvernemental appelé Freedom Force. Les membres de la Confrérie s'engagent dans la lutte contre les mutants et autres groupes de « parahumains » en échange de l'immunité offerte par les autorités. D'autres personnes sont alors brièvement associées à ce groupe, comme Spirale (en), la seconde Spider-Woman, ainsi que le trio formé d'Estoc (Super Sabre (en)), du Commando pourpre (Crimson Commando) et du Mur (Stonewall).
Tour à tour, ce groupe combat ou s'allie aux autres groupes de mutants, ainsi qu'avec les Vengeurs. À la mort de Destinée, d'Estoc et du Mur à la suite d'une bataille contre les Reavers, le groupe est dissout.

### Confrérie du Crapaud
Le Crapaud crée également sa propre confrérie des mauvais mutants.
Celle-ci comprend :
- le Crapaud
- Pyro
- le Colosse
- Phantazia (en), qui peut détraquer les machines et les pouvoirs mutants
- Sauron, un ptérodactyle humanoïde

Plus tard, Mimic et Post remplacent Phantazia et Sauron.

### Confrérie de Havok
Havok, alors qu'il souffre de dépression, est le leader temporaire d'une « Confrérie des mutants » (le mot « mauvais » a disparu), à la durée de vie assez courte :
Celle-ci comprend :
- Havok, capable d'absorber l'énergie cosmique ambiante et la renvoyer sous forme de vagues de chaleur intense ou de plasma
- Dark Beast, l'alter ego maléfique de Hank McCoy (le Fauve)
- Fatale (en)
- Aurora (la sœur de Vega)
- X-Man, un mutant qui possède des pouvoirs télépathiques et télékinésiques
- Random
- Ever

### Nouvelle Confrérie de Mystique
Dans la saga « Dreams End », Mystique rassemble une nouvelle Confrérie pour assassiner le Sénateur Kelly.
Celle-ci comprend :
- Mystique
- le Crapaud
- Dents-de-sabre
- Mastermind III
- Post
- Avalanche
- Estoc (Super Sabre (en) en VO), capable d'atteindre une vitesse surhumaine et ayant combattu pendant la Seconde Guerre mondiale les nazis aux côtés du Commando pourpre et du Mur.

### Deuxième Confrérie de Magnéto
À partir de New X men #147 en décembre 2003. Caché sous l'identité de Xorn, Magnéto, considéré comme mort à Génosha, convainc Esme de faire tuer Emma Frost par Angel Salvadore et de le rallier en quittant les 5 en 1. Il profite d'être incognito à l'Institut Xavier pour rallier d'autres élèves, les moins intégrés, « les parias, les bannis » et d'en faire des héros dans son projet New Genosha.
Celle-ci comprend :
- Magnéto
- Esme Cuckoos
- Bec
- Angel (Angel Salvadore)
- Descendance de Bec et Angel
- Basilisk
- Martha
- Ernst
- le Crapaud

### Confrérie d'Exodus
Lors de la saga « Heroes and Villains » de Chuck Austen pour la série X-Men, une nouvelle version de la Confrérie apparaît, menée par Exodus.
Celle-ci comprend :
- Exodus, qui peut voler dans les airs et projeter des rafales d'énergie
- Avalanche, le maître des ondes sismiques
- Dents-de-sabre, qui possède des sens aiguisés, des griffes et une capacité de régénération
- Black Tom Cassidy, une être au corps végétal
- Mammomax (en), qui possède une force surhumaine, une peau armurée et des sucs digestifs
- Nocturne, qui peut posséder autrui, et doté d'une grande agilité
- le Fléau, qui est inamovible et inébranlable dès lors qu'il se déplace

Après la mort de son ami Sammy Pare, tué par Black Tom, le Fléau essaie de détruire la Confrérie. Exodus le neutralise et lance les restes de son groupe contre l'Institut des jeunes mutants du Professeur Xavier pour se venger de la mort (apparente) de Magnéto. Toute la Confrérie est battue par le deuxième Xorn, qui les envoie dans un trou noir.

### Confrérie de Daken
Dans la série Uncanny X-Force, Daken, le fils de Wolverine est à la tête d'une nouvelle confrérie dont le but est de se venger de son père et de son équipe secrète.
Les membres incluent d'anciens ennemis des X-Men ou de leurs alliés : 
- Mystique
- Dents-de-sabre
- le Roi d'ombre
- le Colosse de l'Ère d'Apocalypse
- Weapon III, du projet Weapon Plus
- le Clan Omega (« Omega Red », « Omega Black » et « Omega White »), des assassins partageant le code génétique de l'Omega Red original.

Le groupe kidnappa le jeune Genesis pour en faire le nouvel Apocalypse. Ils tuèrent aussi Fantomex et Gateway grâce au robot Ultimaton.

### Troisième Confrérie de Magnéto
À partir de X-Men Blue (en) #34 (2017) :
- Magnéto
- Dents-de-sabre
- Unuscione (en)
- le Crapaud
- Exodus
- Elixir
- Illyana
- le Colosse
- Marrow
- Black Bishop

## Versions alternatives
Dans Ultimate X-Men, la Confrérie des mauvais mutants est appelée Brotherhood of Mutant Supremacy. (Confrérie de la suprématie mutante).

## Apparitions dans d'autres médias

### Télévision
Dans la série télévisée d'animation X-Men: Evolution, le groupe des mauvais mutants est appelé Confrérie des mutants. Elle est composée d'Avalanche, de Vif-Argent, du Crapaud et du Colosse (tous ramenés à l'âge adolescent) et rejoints plus tard par la Sorcière Rouge. Mystique est à leur tête. Magnéto n'en fait pas partie et reste un personnage énigmatique.
Dans Wolverine et les X-Men, la confrérie des mauvais mutants est composée du Crapaud, d'Avalanche, du Colosse, de Domino et est dirigée par Vif-Argent sur le terrain avec l'aval de Magnéto. Ni Pyro, ni Mystique n'en font partie.

### Cinéma
Dans la saga cinématographique X-Men, le groupe des mauvais mutants est également appelé « Confrérie des mutants ».
- Dans X-Men, la « Confrérie des mutants » se compose de Magnéto, Mystique, Dents-de-sabre et du Crapaud.
- À la fin de X-Men 2, Pyro quitte les X-Men et rejoint la « Confrérie » aux côtés de Magnéto et de Mystique. Dents-de-sabre et le Crapaud, supposés morts, n'en font plus partie.
- Dans X-Men: L'Affrontement Final, la « Confrérie » rassemble plusieurs dizaines de membres (Magnéto, Jean Grey, Pyro, le Fléau, l'Homme-multiple, Psylocke, Jubilée, Arclight, Anole et Spike). Cependant, Mystique n'en fait plus partie.
- Dans X-Men: Le Commencement, la « Confrérie » est une évolution du Club des Damnés. Elle se compose de Magneto, Mystique, Emma Frost, Azazel, Angel Salvadore et Riptide.

## La Confrérie des mauvais ou des bons mutants?
La Confrérie est au départ une équipe de mauvais mutants, exacte opposée des X-Men dans sa vision du monde et dans ses objectifs. Elle combat les idéaux de paix entre mutants et humains du Professeur Xavier. Toutefois, au cours du temps, et sous l'influence de certains membres ou de certains leaders, la Confrérie n'est plus totalement mauvaise. L'utilisation du mot « mauvais » (Evil) est alors bannie, ou expliqué comme une ironie.
Plusieurs membres de la Confrérie ont subi des attaques, des brimades et la haine de la part des humains non-mutants. Cela les a rendu très méfiants vis-à-vis de la population normale et les a obligé à devenir solitaires, pour finalement suivre les pas de leaders de la Confrérie, déterminés à attaquer plutôt que de subir.
Toutefois, quelques membres n'ont pas toujours suivi la Confrérie et l'ont ensuite quitté après avoir compris qu'ils faisaient fausse route. C'est le cas de Vif-Argent et de la Sorcière rouge qui rejoignent les Vengeurs, ou encore Malicia qui partit chez les X-Men. Même Magnéto n'est pas entièrement du côté du mal, puisqu'il a dirigé pendant un moment l'Institut Xavier et, dans une histoire alternative est devenu le leader des X-Men pour reprendre le flambeau de Charles Xavier.